# Дони Браско
Дони Браско (на английски: Donnie Brasco) е криминален драма филм от 1997, режисиран от Майк Нюъл и с участието на Ал Пачино и Джони Деп в главните роли. Филмът е базиран на събития от живота на Джоузеф Доминик Пистоне, агент от ФБР. Джо Пистоне се внедрява в мафиотското семейство Бонано в Ню Йорк през 70-те години на 20 век под името на измислен крадец на скъпоценности – Дони Браско. Неговата работа води до арестуването и осъждането на 120 гангстери. Филмът е номиниран за награда за най-добър адаптиран сценарий.

## „Дони Браско“ в България
Филмът се излъчваше на 24 юли 2017 г. по Cinemax 2 с български субтитри.
| Превод               | Калина Кирилова   |
| Филмът е обработен в | Доли Медия Студио |